# حكيم دكار
عبد الحكيم دكار (مواليد 30 أبريل 1967 بمدينة قسنطينة) هو ممثل مسرحي

## مسيرته
وكانت بداياته بالمسرح الجهوي قسنطينة ثم التلفزيون العمومي عام 1988 ومن أشهر أعماله هي سلسلة جحا بأجزائه الخمسة وقد شغل منصب رئيس بلدية قسنطينة سنة 2014 قبل أن يستقيل منها.

## مشواره الفني

### في التلفزيون
- يا شاري دالة سنة 1988
- البورتريه سنة 1995
- المشوار سنة 1995
- عيسى سطوري سنة 1999
- عطلة لبرانتي سنة 1999 تقمص دور إيميليو
- جحا سنة 2000 تقمص دور جحا
- بين يوم وليلة سنة 2002 تقمص دور مجيد
- جحا 2003 سنة 2003
- جحا 3 سنة 2004
- بيناتنا سنة 2006.
- خارج التغطية سنة 2007
- طريق الهبال سنة 2008 سلسلة تلفزيونية بوليسية
- أشعب سنة 2008
- أشواك المدينة  سنة 2008 تقمص دور مجيد
- جحا العودة سنة 2010
- ظل الحكايا سنة 2011 بالاشتراك مع التلفزيون السوري يلعب دور ابن المغازلي

### في المسرح
- -خباط كراعو سنة 1995
- -لعربي بن مهيدي